# Hefei (stacja kolejowa)
Hefei – stacja kolejowa w Hefei, w prowincji Anhui, w Chinach. Znajdują się tu 4 perony.